# USS Nelson (DD-623)
Эскадренный миноносец «Нельсон» (англ. USS Nelson (DD-623)) — американский эсминец типа Gleaves.
Заложен на верфи Federal Shipbuilding, Kearny, Кирни 7 мая 1942 года. Спущен 15 сентября 1942 года, вступил в строй 26 ноября 1942 года.
Выведен в резерв в январе 1947 года. Из ВМС США исключён 1 марта 1968 года.
Продан 9 июня 1969 года фирме «Union Minerals and Alloy Corp.» в Нью-Йорк и разобран на слом.